# Colotis semiramis
Colotis semiramis is een vlinder uit de familie van de witjes (Pieridae). De wetenschappelijke naam van de soort is voor het eerst geldig gepubliceerd in 1902 door Grum-Grshimailo.